# フサアカシア
フサアカシア（房金合歓、学名: Acacia dealbata）とはマメ科ネムノキ亜科アカシア属の常緑高木。別名、ワットルジュ、ハナアカシアともよばれる。ミモザとも呼ばれるが、本来ミモザはオジギソウを指す言葉である。中国名は銀荊。

## 特徴
オーストラリア原産である。1770年にジェームズ・クックが発見し、ヨーロッパに持ち込まれた。日本での花期は2-4月頃になる。有名な地域としては玉野市が代表される。香りが良いため、香水の原料にされることもある。葉は羽状複葉で羽片は10-20対くらいである。
同属のギンヨウアカシアと似ているが、本種の方は葉、花とも大きい。また、ギンヨウアカシアの羽片は3-5対くらいであることで区別することができる。
19世紀以降、冬の避寒地でもあるコート・ダジュールはフサアカシア（ミモザ）の世界的な産地になった。冬に適応した交雑種があるが、野生種は吸枝（地下茎の一部が地上に現れた子株）と種子が多量にある。そのため、この植物が侵略的外来植物と見なされることもある。